# Godfrey de Rozario
Godfrey de Rozario (ur. 13 września 1946 w Ahmadabadzie) – indyjski duchowny rzymskokatolicki, w latach 1997–2021 biskup Baroda.